# Aleksandr Denisov
Bản mẫu:Eastern Slavic name
Aleksandr Mikhailovich Denisov (tiếng Nga: Александр Михайлович Денисов; sinh ngày 23 tháng 2 năm 1989) là một cầu thủ bóng đá người Nga. Anh chơi ở vị trí trung vệ cho F.K. Arsenal Tula.

## Sự nghiệp câu lạc bộ
Anh có màn ra mắt tại Giải bóng đá ngoại hạng Nga cho F.K. Dynamo Moskva vào ngày 20 tháng 7 năm 2008 trong trận đấu với F.K. Luch-Energiya Vladivostok.

## Sự nghiệp quốc tế
Denisov là một phần của U-21 Nga tham dự Vòng loại giải vô địch bóng đá U-21 châu Âu 2011.

## Thống kê sự nghiệp

### Câu lạc bộ
Tính đến 13 tháng 5 năm 2018
| Câu lạc bộ              | Mùa giải             | Giải vô địch                | Giải vô địch | Giải vô địch | Cúp     | Cúp       | Châu lục | Châu lục  | Khác    | Khác      | Tổng cộng | Tổng cộng |
| Câu lạc bộ              | Mùa giải             | Hạng đấu                    | Số trận      | Bàn thắng    | Số trận | Bàn thắng | Số trận  | Bàn thắng | Số trận | Bàn thắng | Số trận   | Bàn thắng |
| ----------------------- | -------------------- | --------------------------- | ------------ | ------------ | ------- | --------- | -------- | --------- | ------- | --------- | --------- | --------- |
| Dynamo Moskva           | 2007                 | Giải bóng đá ngoại hạng Nga | 0            | 0            | 0       | 0         | –        | –         | –       | –         | 0         | 0         |
| Dynamo Moskva           | 2008                 | Giải bóng đá ngoại hạng Nga | 1            | 0            | 0       | 0         | –        | –         | –       | –         | 1         | 0         |
| Salyut-Energia Belgorod | 2008                 | FNL                         | 6            | 0            | 1       | 0         | –        | –         | –       | –         | 7         | 0         |
| Dynamo Moskva           | 2009                 | Giải bóng đá ngoại hạng Nga | 6            | 0            | 2       | 0         | 0        | 0         | –       | –         | 8         | 0         |
| Dynamo Moskva           | 2010                 | Giải bóng đá ngoại hạng Nga | 0            | 0            | –       | –         | –        | –         | –       | –         | 0         | 0         |
| Dynamo Moskva           | Tổng cộng (2 spells) | Tổng cộng (2 spells)        | 7            | 0            | 2       | 0         | 0        | 0         | 0       | 0         | 9         | 0         |
| Dynamo Bryansk          | 2010                 | FNL                         | 30           | 0            | 1       | 0         | –        | –         | –       | –         | 31        | 0         |
| Dynamo Bryansk          | 2011–12              | FNL                         | 20           | 0            | 1       | 0         | –        | –         | –       | –         | 21        | 0         |
| Dynamo Bryansk          | Tổng cộng            | Tổng cộng                   | 50           | 0            | 2       | 0         | 0        | 0         | 0       | 0         | 52        | 0         |
| Fakel Voronezh          | 2011–12              | FNL                         | 10           | 0            | 1       | 0         | –        | –         | –       | –         | 11        | 0         |
| Fakel Voronezh          | 2012–13              | PFL                         | 9            | 0            | 2       | 0         | –        | –         | –       | –         | 11        | 0         |
| Fakel Voronezh          | Tổng cộng            | Tổng cộng                   | 19           | 0            | 3       | 0         | 0        | 0         | 0       | 0         | 22        | 0         |
| Arsenal Tula            | 2012–13              | PFL                         | 11           | 0            | –       | –         | –        | –         | –       | –         | 11        | 0         |
| Arsenal Tula            | 2013–14              | FNL                         | 21           | 0            | 0       | 0         | –        | –         | –       | –         | 21        | 0         |
| Neftekhimik Nizhnekamsk | 2013–14              | FNL                         | 11           | 0            | –       | –         | –        | –         | –       | –         | 11        | 0         |
| Volgar Astrakhan        | 2014–15              | FNL                         | 23           | 0            | 1       | 0         | –        | –         | –       | –         | 24        | 0         |
| Arsenal Tula            | 2015–16              | FNL                         | 36           | 1            | 1       | 0         | –        | –         | –       | –         | 37        | 1         |
| Arsenal Tula            | 2016–17              | Giải bóng đá ngoại hạng Nga | 10           | 1            | 1       | 0         | –        | –         | 1       | 0         | 12        | 1         |
| Arsenal Tula            | 2017–18              | Giải bóng đá ngoại hạng Nga | 9            | 0            | 1       | 0         | –        | –         | –       | –         | 10        | 0         |
| Arsenal Tula            | Tổng cộng (2 spells) | Tổng cộng (2 spells)        | 87           | 2            | 3       | 0         | 0        | 0         | 1       | 0         | 91        | 2         |
| Tổng cộng sự nghiệp     | Tổng cộng sự nghiệp  | Tổng cộng sự nghiệp         | 203          | 2            | 12      | 0         | 0        | 0         | 1       | 0         | 216       | 2         |